# Pete Ricketts
Pete Ricketts (właśc. John Peter Ricketts, ur. 19 sierpnia 1964 w Nebraska City) – amerykański polityk związany z Partią Republikańską. W latach 2015–2023 gubernator stanu Nebraska. Od 23 stycznia 2023 roku senator Stanów Zjednoczonych ze stanu Nebraska. 
Ricketts jest absolwentem University of Chicago. Popiera stosowanie kary śmierci, jest też zdeklarowanym przeciwnikiem małżeństw homoseksualnych i aborcji.
26 maja 2015 roku zawetował ustawę znoszącą karę śmierci w Nebrasce, po czym na konferencji prasowej stwierdził, że utrzymanie kary głównej jest ważne dla bezpieczeństwa publicznego. Pomimo tego, parlament stanowy następnego dnia przegłosował jego weto stosunkiem głosów 30 do 19 i tym samym zniósł karę śmierci w Nebrasce. Jednakże gubernator doprowadził w listopadzie 2016 roku do referendum w tej sprawie, w wyniku którego mieszkańcy Nebraski większością głosów zadecydowali o przywróceniu najwyższego wymiaru kary w Nebrasce.
14 sierpnia 2018 roku gubernator Pete Ricketts zezwolił na pierwszą egzekucję w tym stanie od 21 lat. Stracono wtedy 60-letniego Careya Deana Moore'a, skazanego na karę śmierci w 1980 roku za zastrzelenie dwóch taksówkarzy w celach rabunkowych w sierpniu 1979 roku w mieście Omaha.
Na kampanię wyborczą przed wyborami na stanowisko gubernatora w 2014 roku przeznaczył ze swoich pieniędzy ponad 11 milionów dolarów. 4 listopada 2014 roku w wyborach na gubernatora Nebraski pokonał swojego demokratycznego oponenta, Chucka Hassebrooka, stosunkiem głosów 57,6% do 38,9%.
W wyborach w 2018 roku uzyskał reelekcję pokonując Boba Krista stosunkiem głosów 59% do 41%. Nie startował w wyborach na stanowisko gubernatora w 2022 r. 
W styczniu 2023 roku został wskazany przez gubernatora stanu Nebraska Jima Pillena na urząd senatora Stanów Zjednoczonych po rezygnacji z urzędu senatora Bena Sasse'a.